# Großmotorgüterschiff

Wasserwegenetz Deutschland und angrenzende, GMS: mittelblau

Das Großmotorgüterschiff (auch: Großmotorschiff, GMS) beschreibt eine Spezifikation für einen Binnenschiffstyp, der auf denjenigen europäischen Schifffahrtswegen verkehren kann, die mindestens der Klasse V der Binnenwasserstraßen entsprechen. 
Neben den reinen Schiffsdaten wie Länge 110 m, Tiefgang 2,80 m, Breite 11,40 m bzw. 11,45 m, Tragfähigkeit ca. 2100 t beschreibt diese Norm auch die Belastung im Wasser wie Geschwindigkeit, Wellenschlag, Rückströmungen etc. Daraus lassen sich für die jeweiligen Kanalverwaltungen die baulichen Anforderungen an einen Kanal sowie seine Bauwerke ableiten.
Das Großmotorgüterschiff ist zusammen mit einem standardisierten Schubverband das maßgebliche Typschiff für den Ausbau und die Instandhaltung der größeren deutschen Kanäle (wie z. B. der Mittellandkanal, Rhein-Herne-Kanal, Rhein-Main-Donau-Kanal, Wesel-Datteln-Kanal).

## Vergleich mit anderen Größenstandards
- Die nächstkleinere standardisierte Schiffsgröße ist das Europaschiff.
- Das Großmotorschiff ähnelt in seinen Abmessungen dem Großen Rheinschiff, ist aber im Tiefgang auf 2,80 m begrenzt; Große Rheinschiffe erfüllen bei Einhaltung des Tiefgangs auch die Norm des GMS.
- Für noch größere Schiffe wird der Begriff Übergroßes Motorschiff (ÜGMS, Länge bis 140 m, Breite bis 15 m) benutzt.